# Christian Benjamin Schmidt
Christian Benjamin Schmidt (* 22. Juni 1783 in Thallwitz; † 16. Januar 1838 in Chemnitz) war ein deutscher Theologe, Pädagoge und erster Vorsteher der Königlichen Gewerbschule Chemnitz, der Vorgängereinrichtung der Technischen Universität Chemnitz.

## Leben
Schmidt studierte ab 1808 Theologie an der Universität Leipzig. Danach arbeitete er ab 1812 als Lehrer an der Lateinschule (Lyzeum) in Chemnitz, als Subrektor der Bürgerschule und zur gleichen Zeit als Leiter des Progymnasiums.
Schmidt wurde mit der Eröffnung der Königlichen Gewerbschule Chemnitz am 2. Mai 1836 deren erster Vorsteher. Er selbst gab jedoch keinen Unterricht an der Einrichtung.